# Myspace
Мајспејс (енгл. Myspace) је интернет страница која служи као сервис за социјалну мрежу. Почео је са радом у августу 2003. Сједиште Мајспејса је у граду Беверли Хилс у Калифорнији. Сајт је одиграо кључну улогу у раном расту компанија као што је YouTube, и створио платформу за програмере која је покренула успехе Zynga, RockYou and Photobucket, између осталих. Од 2005. до 2009. Мајспејс је био највећа друштвена мрежа на свету.
У јулу 2005, News Corporation је купила Мајспејс за 580 милиона долара, а у јуну 2006. је надмашила Yahoo! и Google да постане најпосећенија веб локација у Сједињеним Државама, и остала је на том мјесту све до априла 2008, када ју је престигао главни ривал Фејсбук. Мајспејс је остварио 800 милиона долара прихода током фискалне 2008. године. На свом врхунцу у априлу 2008, Мајспејс и Facebook су достигли 115 милиона јединствених корисника, али је Мајспејс за длаку изгубио од новонасталог Фејсбука у погледу глобалних корисника. У мају 2009. Фејсбук је надмашио Мајспејс по броју јединствених посетилаца из САД. Од тада, број корисника Мајспејса је стално опадао упркос неколико редизајна. До 2019. године, месечни посетиоци сајта су пали на седам милиона.
У јуну 2009, Мајспејс је запошљавао око 1.600 запослених. Са растом популарности Фејсбука, Мајспејс је почео да губи све више корисника. Истраживач тржишта, компанија comScore је процијенила да је Мајспејс само између јануара и фебруара 2011, изгубио 10 милиона корисника, а да је у протеклих 12 мјесеци број јединствених корисника Мајспејса пао са 95 на 63 милиона. У јуну 2011, Specific Media Group и Xaстин Тимберлејк су заједно купили компанију за приближно 35 милиона долара. Дана 11. фебруара 2016, објављено је да је Мајспејс и његову матичну компанију купио Тајмс Инк за 87 милиона долара. Тајм Инк је заузврат купила Мередит Корпорација 31. јануара 2018. године. Дана 4. новембра 2019. Мередит је издвојила Мајспејс и његову првобитну холдинг компанију (Viant Technology Holding Inc.) и продала га Viant Technology LLC.

## Историја
Августа, 2003. године неколико радика еЈуниверз (eUniversе) који су имали Фрајндштер (Friendster) налоге увидјели су потенцијал његових друштвених карактеристика. Група је одлучила да копира оне популарније карактеристике ова веб странице. У року од десет дана, прва верѕија Мајспејса (Myspace-а) је била готова за покретање, а имплментирана је користећи Голд Фјужн Комплетна инфраструктура, људски ресурси, техничка експертиза, опсег мреже те серверски капацитети били су расположиви. Први генерални директор Мајспејса био је Крис Деволф (Kris DeVolf). Први корисници Мајспејса били су запослени у еЈуниверз-у. Компанија је одржавала такмичења како би видјели ко ће привући највише корисника. еЈуниверз је искористио својих 20 милиона корисника и мејл пртплатника како би удахнуо живот Мајспејсу и тако дошао на чело веб страница које су дјеловале као друштвене мреже. Мајспејс је до 2002. године кориштен за складиштење онлајн података те као веб страница ѕа шеровање. Већ 2004. године доживио је прелаз од сервиса за складиштење фајлова до друштвене мреже. Кориштење услуга Мајспејса било је бесплатно јер је оснивач еЈуниверз-а Бред Гринспан сматрао да је бесплатност Мајспејса неопходна како би створили успјешну заједницу. Мајспејс је убрзо постао популаран међу младим друштвеним групама. До краја 2007. године, Мајспејс се сматрао водећом друштвеном мрежом, и константно је била испред главног противника Фејсбук-а по саобраћају. У почетку, појава Фејсбука није умањила популарност Мајспејса, у то вријеме, циљна група Фејсбука су били само студенти.

## Карактеристике
Билтени су постови који се постављају на билтенску плочу коју могу да виде сви пријатељи корисника Мајспејса. Билтени могу бити корисни за контактирање свих пријатеља са листе, без слања појединачног сортирања како би послали поруку појединачно. Билтени су постали мета мрежне крађе идентитета, зато су избрисани након десет дана. 
Мајспејс је имао групе које су омогућавале групи корисника да подијеле заједничке стране и зид за поруке. Групе је могао направити било ко а модератор групе је могао изабрати ко ће се придружити, тј. да одобри или одбије захтјев за придруживање. Новембра, 2010. године, ова опција је искључена. 
Од оснивања Јутјуба 2005. године, корисници Мајспејса су имали могућност да уграде Јутјуб видео клипове у своје профиле на Мајспејсу.
Почетком 2006. године Мајспејс је представио Мајспејс ИМ, инстант месинџер. Корисници који користе Мајспејс ИМ добијају моментална обавјештења о порукама, захтјевима за пријатељство и коментарима. Почетком 2007. године Мајспејс је увео Мајспејс телевизију ( Мајспејс Видео ), услугу сличну Јутјубу сајту за шеровање видеа. Мајспејс видео и даље није популаран као други сајтови, али многи сајтови су се партнерски удружили са Мајспјсом, попут Хулу, а све како би промовисали своје медије корисницима и заједници Мајспејса. 
Мајспејс је покренуо Мајспејс мобил (Myspace Mobile), како би корисници путем мобилних телефона могли да приступе али и да уређују своје профиле, те да комуницирају са осталим члановима и гледају њихове профиле. Такође покренут је и сервис вијести назван Мајспејс њуз (Myspace News) који је приказивао вијести. Такође омогућио корисницима да рангирају сваку причу гласањем за њу. Што је прича добијала више гласова, то се пењала више на страници. 
Године 2009. Мајспејс је додао нову карактеристику ажурирања статуса. Ако Мајспејс корисник има и Твитер (Twiter) налог, твит ће ажурирати и Мајспејс статус.

## Емотикони
И на Мајспејсу расположење корисника је представљено малим иконицама, емотиконима, који се користи да представи расположење корисника у вријеме ажурирања статуса. Ова карактеристика је додана јула, 2007. године. Карактеристика расположења није подразумијевано укључена у ажурирање статуса, али може се шеровати као засебно ажурирање. 
Данас ови емотикони нису више саставни дио Мајспејса јер су нови власници фокусирани на музику, забаву и друге облике шеровања умјетности. Корисници су подстакнути да шерују расположење кроз музику, фотографију или неки други облик умјетности којим ће ажурирати свој статус.

## Музика
Крајем 2003. године, Фин Левел (Fin Level) је кодирао своју музику у Мајспејс профил и тако постао први Мајспејс музичар.
Покренута је нова продукцијска кућа Мајспејс рекордс са циљем да се открију непознати таленти на Мајспејс мјузик (Myspace Music). Без обзира да ли је умјетник већ познат или још увијек настоји да се пробије у индустрију, умјетници могу да поставе своје пјесме на Мајспејс-у и тако имају приступ милионима људи дневно. Доступност музике на овом сајту и даље наставља да се развија, и углавном ј вођен младим талентима.
Мајспејс је 2008. године редизајнирао своју музичку страницу додајући неке нове карактеристике за све музичаре, могућност корисника да креира плеј листе и архивира пјесме многих познатих извођача. Мајспејс мјузик такође сугерише и предлаже пјесме на основу пјесама које слушате или на основу пјесама које стављате на своју плеј листу. Претрага нове музике постала је једноставнија на најновијој верзији Мајспејс-а него што је то раније био случај, јер корисници само треба да почну да укуцавају име и одмах ће бити препознато шта траже.

## Савремени редизајни
Септембра, 2012. године објављен је нови редизајн што је Мајспејс учинило визуелнијим, а био је прилагођен и таблетима. Заједно са редизајном сајта, Мајспејс је у потпуности редизајнирао и мобилну апликацију. Програм има опцију којом корисници могу направити и Гиф слике и постављати их на свој Мајспејс. Апликација омогућава корисницима да пуштају "живе свирке" са концерата. Нови корисници могу се придружити Мајспејс-у преко апликације, али и преко Фејсбука и Твитера, или ако се улогују на мејл.